# Artem Toptxaniuk
Artem Toptxaniuk (en ucraïnès Артем Топчанюк; Omsk, 27 de gener de 1989) és un ciclista ucraïnès, professional del 2008 al 2015.

## Palmarès en ruta
- 2010
  -  Campió d'Ucraïna sub-23 en ruta